# فريتز جون
فريتز جون (بالإنجليزية: Fritz John)‏ هو رياضياتي أمريكي، ولد في 14 يونيو 1910 في برلين في ألمانيا، وتوفي في 10 فبراير 1994 في نيو روتشيل في الولايات المتحدة.